# Rose di Sarajevo

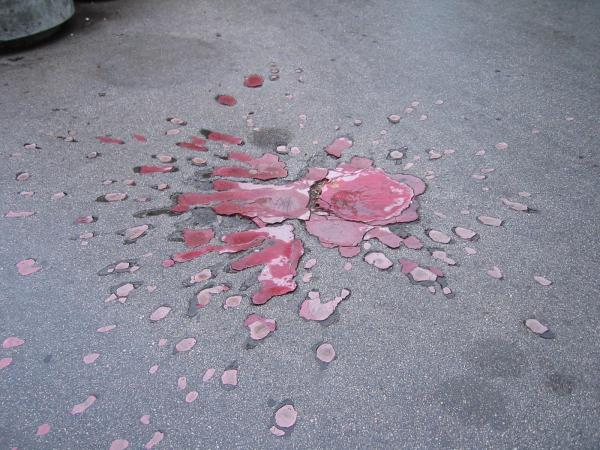
Una rosa di Sarajevo

Le rose di Sarajevo (in bosniaco Sarajevske ruže) sono dei simboli commemorativi che si trovano nelle strade di Sarajevo. I fori sull'asfalto provocati dai proiettili di mortaio durante l'assedio di Sarajevo (1992-1996) sono stati nel tempo riempiti di resina rossa. La loro forma ricorda quella di una rosa che sta perdendo i petali.
Durante l'assedio la città era colpita da una media di 300 proiettili al giorno, i colpi di mortaio hanno lasciato numerosi segni sull'asfalto della città. Terminato l'assedio i cittadini hanno riempito i fori di resina rossa per ricordare le vittime dell'assedio. Le resine deteriorate dal tempo o dal passaggio di pedoni e veicoli vengono periodicamente rinnovate dai cittadini di Sarajevo.